# Fora de camp
Els termes fora de camp, fora de la pantalla, fora de la càmera i fora de l'escenari fan referència a esdeveniments de ficció al teatre, a la televisió o al cinema que no es veuen a l'escenari o en el marc, sinó que només són percebuts pel públic o descrits (implícitament) pels personatges o el narrador. L'acció fora de camp sovint deixa molt a la imaginació del públic, i es pot entendre com un recurs molt subjectiu. Com a mode narratiu i dispositiu estilístic, es pot utilitzar per a una sèrie d'efectes dramàtics. També es pot utilitzar per estalviar temps en la narració, per eludir les limitacions tècniques o financeres d'una producció o per complir els estàndards de classificació del contingut.

## Usos
En el drama grec antic, els esdeveniments sovint eren explicats al públic per un narrador, en lloc representar-se a l'escenari. La narració de veu en off fora de camp continua sent una eina habitual per transmetre informació amb autoritat.
Charles Chaplin va utilitzar l'acció fora de camp per a un efecte humorístic. A The Kid (1921), al seu personatge de The Tramp se li demana el nom del seu nadó. Ràpidament s'endinsa en un edifici proper, del qual surt uns segons després amb el nen entre uns llençols i l'anomena: "John". La qüestió és que ni tan sols havia determinat el sexe del nen, i molt menys li havia donat un nom fins aquell moment. A City Lights (1931), el personatge de Chaplin es prepara per a un combat de boxa, aleshores fa una pregunta a un altre boxejador, de la qual l'espectador no n'està al corrent, després segueix la direcció de l'home fora de camp, presumiblement buscant un lavabo. No obstant això, torna moments després i demana a l'home que l'ajudi a treure's els guants de boxa. Més tard, es mostra que només buscava una font d'aigua. En una escena esborrada de Shoulder Arms (1918), una dona que mai es veu davant la càmera recrimina al personatge de Chaplin; només notem la seva presència a través dels objectes que aquesta llança en direcció a ell.
En el gènere de terror, col·locar l'acció fora de camp o fora de la pantalla sovint serveix per augmentar la força dramàtica d'una escena. El teatre Grand Guignol de París va fer molt ús d'aquesta tècnica; a l' Au tėlėphone de 1901, la violència es presenta a l'eliminació d'una connexió telefònica. A Dràcula de 1931, el director Tod Browning utilitza l'acció fora de camp per evitar mostrar escenes d'assassinat i per enfosquir l'escena en què Dràcula s'aixeca de la seva tomba. Tot i que això va servir per complir amb els estàndards del codi de producció cinematogràfica, que dictaven que "els assassinats brutals no s'han de mostrar en detall", l'acció fora de camp de Browning també manté l'estil macabre de la pel·lícula. L'elecció del que es mostra al públic en lloc de l'acció elidida també pot contribuir a la sensació d'horror a través del seu valor simbòlic. A Dr. Jekyll and Mr. Hyde (1931), durant l'assassinat d'Ivy Pierson, el director Rouben Mamoulian centra la seva càmera en una estatueta de Psyche Revived by Cupid's Kiss, que actua com un comentari irònic de l'acció.
L'acció fora de camp també es pot utilitzar quan una escena necessita disfresses, maquillatges, decorats, ubicacions o efectes especials costosos, però tot i així ha de semblar convincent.